# Санта-Роса (провинция Лагуна)

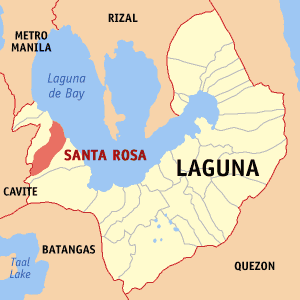

Санта-Роса (таг. Lungsod ng Santa Rosa) — город на Филиппинах, на территории региона Калабарсон. Входит в состав провинции Лагуна.

## История
Поселение, из которого позже вырос город, первоначально являлось частью города Биньян и носило название Буколь (Bukol). Позднее Буколь несколько раз переименовывался. Современное название города связано с именем Святой Розы Лимской. 15 января 1792 года Санта-Росе был присвоен статус муниципалитета. 10 июля 2004 года, согласно Республиканскому закону № 9264, Санта-Роса получила статус города.

## Географическое положение
Город находится в юго-западной части острова Лусон, на берегу озера Лагуна-де-Бай, на расстоянии приблизительно 30 километров к юго-юго-востоку (SSE) от столицы страны Манилы и занимает площадь 54,15 км². Абсолютная высота — 14 метров над уровнем моря.

## Население
По данным официальной переписи 2007 года численность населения составляла 264 326 человек.

Динамика численности населения города по годам:
| 2000    | 2007    | 2013    |
| ------- | ------- | ------- |
| 184 338 | 264 326 | 350 921 |

## Экономика и транспорт
Санта-Роса является значимым промышленным центром Филиппин. В городе расположены заводы автомобилестроительных компаний Toyota, Nissan, Honda и Ford. Также на территории города расположены предприятия пищевой промышленности и IT-центры.

Ближайший аэропорт находится в Маниле.

## Административное деление
Территория города административно подразделяется на 18 барангаев:
| - Aplaya - Balibago - Caingin - Dila - Dita - Don Jose - Ibaba - Labas - Macabling | - Malitlit - Malusak - Market Area - Kanluran - Pooc - Pulong Santa Cruz - Santo Domingo - Sinalhan - Tagapo |